# Корпус морской пехоты Чили
Корпус морской пехоты Чили (исп. Cuerpo de Infantería de Marina) — род войск в составе военно-морских сил Чили.

## История
Датой создания морской пехоты Чили официально считается 16 июня 1818 года, когда отряд из 25 солдат был прикомандирован к бригу «Aguila».
3 марта 1964 года в составе ВМФ был создан корпус морской пехоты.
После военного переворота 1973 года (в котором морская пехота приняла активное участие, по приказу адмирала Мерино захватив контроль над Вальпараисо и изолировав лояльного правительству главкома ВМС адмирала Монтеро) численность Корпуса морской пехоты была увеличена. В 1978 году морская пехота насчитывала 3,8 тыс. человек.
В 2016 году морская пехота насчитывала 3,6 тыс. человек, 15 лёгких танков, 25 БТР, два танкодесантных корабля, один десантно-вертолётный корабль-док и др.. 
По состоянию на начало 2022 года, морская пехота насчитывала 3,6 тыс. человек, на вооружении имелось 15 лёгких танков FV-101 «Скорпион», 25 колёсных бронетранспортёров MOWAG Piranha, 12 плавающих БТР, 23 буксируемые гаубицы (16 шт. 155-мм M-71 и 7 шт. 105-мм KH-178) и 16 81-мм миномётов.

## Состав и численность
Командование Корпуса морской пехоты Чили
- Отряд морской пехоты No.1 «Линч» (исп. Destacamento de Infantería de Marina No.1 «Lynch»)
- Отряд морской пехоты No.2 «Миллер» (исп. Destacamento de Infantería de Marina No.2 «Miller»)
- Отряд морской пехоты No.3 «Альдеа» (исп. Destacamento de Infantería de Marina No.3 «Aldea»)
- Отряд морской пехоты No.4 «Кокрейн» (исп. Destacamento de Infantería de Marina No.4 «Cochrane»)
- Десантно-диверсионная группа морской пехоты No.51 (исп. Agrupación de Comandos de Infantería de Marina No.51)
- Центр материально-технического обеспечения морской пехоты (исп. Centro de Apoyo Logístico del Cuerpo de Infantería de Marina)
- Школа морской пехоты «Команданте Хайме Чарлес» (исп. Escuela de Infantería de Marina del «Comandante Jaime Charles»)